# Diabrotica febronia
Diabrotica febronia es una especie de insecto coleóptero de la familia Chrysomelidae.
Fue descrita en 1958 por Bechyne.